# Rockford (Illinois)
Rockford è una città degli Stati Uniti d'America, capoluogo della contea di Winnebago nello Stato dell'Illinois. È situata a nord-ovest di Chicago, sul Rock River (affluente del Mississippi).
Si estende su una superficie di 160,45 chilometri quadri (61,95 mi²) e al censimento del 2000 contava 152 864 abitanti, passati a 152 871 nel 2010.
Sede vescovile cattolica, è un notevole centro agricolo, commerciale e industriale.

## Amministrazione

### Gemellaggi
- Cluj-Napoca
- Ferentino